# Karol Kurpanik
Karol Kurpanik, född 22 april 1908 i Neu-Beuthen, Provinsen Schlesien, död 22 februari 1946 i Polen, var en tysk SS-Unterscharführer och dömd krigsförbrytare. 

## Biografi
Kurpanik föddes i Neu-Beuthen, som numera är ett av Ruda Śląskas distrikt. Han blev medlem av Schutzstaffel (SS) år 1940 och tillhörde från december 1941 till januari 1945 personalen i koncentrations- och förintelselägret Auschwitz-Birkenau. Hans uppgifter bestod bland annat i att tillvarata mördade fångars tillhörigheter. Därtill var han chef för lägrets karantänavdelning, där nyanlända fångar hölls. I januari 1945 evakuerade SS lägerkomplexet Auschwitz-Birkenau och de återstående internerna tvingades då ut på dödsmarscher västerut. Kurpanik hade då ansvar för omkring 2 500 fångar. Återstoden av kriget tillbringade Kurpanik vid fronten, där han sårades.
Kurpanik greps den 19 juli 1945 och ställdes i februari 1946 inför en specialdomstol i Katowice. Vid rättegången framkom det, att Kurpanik hade behandlat karantänfångarna mycket brutalt; han hade misshandlat dem och dagligen sänt flera av dem till gaskamrarna. Kurpanik dömdes till döden och avrättades genom hängning den 22 februari 1946.